# Neuberg (Hesse)
Neuberg é um município da Alemanha, situado no distrito de Main-Kinzig, no estado de Hesse. Tem 10,54 km² de área, e sua população em 2019 foi estimada em 5.419 habitantes.